# International English Language Testing System
L'International English Language Testing System (anglès per Sistema internacional d'avaluació de la llengua anglesa, conegut també per les sigles IELTS) és una prova de nivell d'anglès per parlants no natius de la llengua. Fou creat l'any 1980 amb el nom d'English Language Testing Service (ELTS) pel Cambridge English Language Assessment i el British Council. Mantingué aquest nom fins al 1989, quan va passar a conèixer-se amb el nom actual. L'examen consta de quatre mòduls (audició, parla, escriptura i lectura).

## Sistema de puntuació
L'examen està puntuat del 0 al 9 amb una nota que s'obté de la mitjana dels quatre mòduls, arrodonint al mig punt. No aquesta puntuació no marca aprovat ni suspens, sinó que defineix el nivell d'anglès de l'examinat en funció de la nota obtinguda:
| Puntuació IELTS | Nivell              | Descripció |
| --------------- | ------------------- | --- |
| 9               | Usuari expert       | Coneixement total de la llengua: apropiat, acurat i fluid, amb comprensió plena. |
| 8               | Usuari molt bo      | Coneixement operacional total amb errors puntuals no sistemàtics. Possibles malentesos en camps infreqüents específics. Capaç d'executar correctament raonaments complexes.                                               |
| 7               | Usuari bo           | Coneixement operacional amb inexactituds i malentesos ocasionals. Generalment fa servir correctament llenguatge específic i entén raonaments detallats.                                                                   |
| 6               | Usuari competent    | Coneixement generalment efectiu malgrat algunes inexactituds i malentesos. Pot fer servir i entendre llenguatge complex, especialment en escenaris típics.                                                                |
| 5               | Usuari moderat      | Coneixement parcial de la llengua, amb interpretació correcta a la majoria de situacions malgrat cometre errors freqüentment. Capaç de mantenir comunicació bàsica en àmbits coneguts.                                    |
| 4               | Usuari limitat      | Competència bàsica limitada a situacions conegudes. Problemes de comprensió freqüents. No pot fer servir llenguatge complex.                                                                                              |
| 3               | Usuari molt limitat | Entén només pinzellades genèriques en situacions tipiques. Té problemes per fer-se entendre. |
| 2               | Usuari intermitent  | No és possible mantenir comunicació real més enllà d'informació bàsica a través de paraules soltes i oracions curtes per tal de transmetre necessitats bàsiques. Grans dificultats per entendre l'anglès escrit i parlat. |
| 1               | No usuari           | Sense coneixement de la llengua més enllà de paraules soltes. |
| 0               | No avaluat          | No s'ha realitzat l'examen o aquest ha quedat en blanc. |

## Equivalència CEFR
La següent taula mostra les equivalències entre la puntuació obtinguda al IELTS i els nivells del Marc europeu comú de referència per a les llengües (CEFR).
| IELTS | CEFR                           |
| ----- | ------------------------------ |
| 9.0   | C2                             |
| 8.5   | C2                             |
| 8.0   | Límit C2/C1                    |
| 7.5   | C1                             |
| 7.0   | C1                             |
| 6.5   | Límit C1/B2                    |
| 6.0   | B2                             |
| 5.5   | B2                             |
| 5.0   | Límit B2/B1                    |
| 4.5   | B1                             |
| 4.0   | B1                             |
| 3.5   | Límit B1/A2                    |
| 3.0   | A2                             |
| 2.5   | A2                             |
| 2.0   | Límit A2/A1                    |
| 1.5   | A1                             |
| 1.0   | A1                             |
| 0.5   | No és usuari de la llengua     |
| 0.0   | Prova no realitzada o en blanc |